# فيسنتي غونزاليس
فيسنتي غونزاليس (بالإسبانية: Vicente González)‏ (1 يناير 1904 - ) هو لاعب كرة قدم أرجنتيني، يلعب كمهاجم.

## مسيرته

### مسيرته مع المنتخبات الوطنية
- 1921 - 1921 لعب مع منتخب الأرجنتين لكرة القدم مباراتين.

### مسيرته مع الأندية
- 1930 - 1931 لعب مع Sportivo Palermo [الإنجليزية]‏ 5 مباريات سجل خلالها 3 أهداف.
- 1932 - 1932 لعب مع إنديبندينتي مباراتين.
- 1932 - 1933 لعب مع فيرو كاريل أويستي 8 مباريات سجل خلالها هدفين.